# Les Misères de l'aiguille
Pour plus de détails, voir Fiche technique et Distribution.
Les Misères de l'aiguille est un film anarchiste et féministe sorti en 1914, réalisé par Raphaël Clamour et produit par Le Cinéma du Peuple. Se concentrant sur la condition féminine et le sujet de la situation des ouvrières, il s'agit vraisemblablement du premier film féministe au monde.
La coopérative anarchiste qui le produit fait explicitement appel à l'émancipation des femmes et invite le public à se politiser à ce propos. Par ailleurs, le film cherche à visibiliser les problématiques matérielles, morales et sociales qui touchent les femmes. Il met en scène Musidora, qui y joue son premier rôle au cinéma. Sorti huit ans avant La Souriante madame Beudet de Germaine Dulac, le film est redécouvert plus tard par les historiens et restauré en 2020 par la Cinémathèque.

## Synopsis
Le film, qui dure 13 minutes, présente Louise, une couturière, et l'exploitation des couturières de la période,. Dans le récit, Louise est présentée comme une ouvrière différente du rôle traditionnel assigné aux femmes de son époque. Elle repousse notamment son directeur, qui essaie de la violer, et le gifle. Poussée au bord du suicide, elle emmène son enfant au bord d'une rivière, prête à s'y jeter, mais se retient au dernier moment. L'épilogue du drame qui se déroule dans le film représente l'Internationale et un appel aux travailleurs pour qu'ils se constituent en organisations de défense de leurs intérêts.

## Histoire

### Contexte
Les anarchistes de France cherchent à investir le cinéma, une invention avec un fort potentiel de propagande et de transmission d'idées. Un groupe se forme en leur sein, qui réunit aussi des syndicalistes révolutionnaires, un mouvement idéologiquement proche, et ce groupe fonde Le Cinéma du Peuple en octobre 1913. Cette société coopérative de production de films est la première organisation révolutionnaire de gauche à saisir les moyens de production du cinéma. Le choix de tourner un film féministe pour commencer leurs productions s'impose peu à peu, notamment grâce à l'influence de Lucien Descaves, ancien vice-président de la Ligue française pour le droit des femmes,. Par ailleurs, Henriette Tilly, présidente du Comité féminin, l'association anarcha-féministe la plus importante de Paris à l'époque et Jane Morand, anarchiste individualiste, poussent largement la coopérative à s'intéresser à des thèmes féministes dès le départ.

### Tournage
Rapidement, la coopérative commence à réaliser son premier film, Les Misères de l'aiguille. Celui-ci est réalisé par Raphaël Clamour avec Armand Guerra chargé de la photographie,. L'actrice principale est Musidora, que Clamour connaît à travers ses relations dans le milieu artistique et théâtral français. Cela lui permet de l'approcher et de l'inviter à jouer le rôle principal du film, celui de Louise, une couturière dans un magasin de vêtements parisien. Il s'agit du premier film où elle joue,.

### Sortie
Après la fin du tournage, le film sort. Il est publié le 18 janvier 1914,. Son ambition féministe est claire, Lucien Descaves, dans le programme qui accompagne le film, écrit,, :

« Quoi que l’on dise, la femme se trouve dans la société actuelle, dans une situation de beaucoup inférieure à l’homme. On a dit avec raison que la femme était doublement exploitée : exploitée comme productrice et souvent exploitée dans son ménage.
[...]
Si toutes les « Louise » consentent à réfléchir à leur malheureux sort, elles sortiront de leur isolement mortel ; elles se grouperont dans des organismes de défense. Si tous les militants qui veulent affranchir la femme veulent nous seconder, la cause de l’émancipation féminine aura fait un grand pas, et le « Cinéma du Peuple » ne regrettera pas l’effort qu’il vient de faire pour éditer les Misères de l’Aiguille. »

### Suites
Le film est ignoré de l'histoire du cinéma pendant une partie du XXe siècle, comme les autres productions du Cinéma du Peuple, mais leurs productions sont redécouvertes et il est restauré en 2020 par la Cinémathèque.

## Analyse
Dans son propos féministe, le film réfléchit à la question du suicide, en présentant Louise comme hésitant à se suicider. Cela entre dans une réflexion plus large cherchant à « visibiliser les questions matérielles mais aussi sociales et de censure morale » qui touchent les femmes. Le choix de Louise comme prénom du personnage est un hommage à Louise Michel.
Le film dresse un pont entre le féminisme et le communisme libertaire, en proposant aux femmes de s'organiser dans des groupes communistes libertaires. Il s'agit ainsi d'un projet plus communiste libertaire qu'anarchiste individualiste.

## Postérité
Publié huit ans avant La Souriante madame Beudet de Germaine Dulac, le film est vraisemblablement le premier film féministe de l'histoire,.